# Municipio de Delhi (Ohio)
El municipio de Delhi (en inglés: Delhi Township) es un municipio ubicado en el condado de Hamilton en el estado estadounidense de Ohio. En el año 2010 tenía una población de 29510 habitantes y una densidad poblacional de 1.131,35 personas por km².

## Geografía
El municipio de Delhi se encuentra ubicado en las coordenadas 39°6′7″N 84°38′6″O / 39.10194, -84.63500. Según la Oficina del Censo de los Estados Unidos, el municipio tiene una superficie total de 26.08 km², de la cual 26.07 km² corresponden a tierra firme y (0.04%) 0.01 km² es agua.

## Demografía
Según el censo de 2010, había 29510 personas residiendo en el municipio de Delhi. La densidad de población era de 1.131,35 hab./km². De los 29510 habitantes, el municipio de Delhi estaba compuesto por el 95.63% blancos, el 1.66% eran afroamericanos, el 0.09% eran amerindios, el 1.07% eran asiáticos, el 0.04% eran isleños del Pacífico, el 0.27% eran de otras razas y el 1.24% pertenecían a dos o más razas. Del total de la población el 0.77% eran hispanos o latinos de cualquier raza.